# UN-Waffenregister
Das UN-Waffenregister ist eine durch Resolution 46/36L vom 6. Dezember 1991 beschlossene UN-Institution.
Die Aufgabe des UN-Waffenregisters ist die Dokumentation des weltweiten Handels mit Großkampfsystemen. Diese sind im Einzelnen:
- Kampfpanzer
- gepanzerte Kampffahrzeuge (Schützenpanzer, Truppentransportpanzer usw.)
- großkalibrige Artilleriesysteme
- Kampfflugzeuge
- Kampfhubschrauber
- Kriegsschiffe und
- Raketen sowie deren Start- und Abschusssysteme

Die Mitgliedsstaaten der Vereinten Nationen müssen jeweils zum 31. Mai eines Jahres die Zahlen über die grenzüberschreitenden Waffenverkäufe des Vorjahres an das UN-Waffenregister liefern. Diese Zahlen werden vom UN-Waffenregister veröffentlicht.
Zusätzlich sind die Mitgliedsstaaten aufgerufen, ihre Waffenbestände und die Verkäufe von Waffen im Inland zu melden. Auch sollen sie einen Überblick über ihre Rüstungskontrolle, insbesondere deren Leitlinien und Umsetzung, geben. Dies ist keine Pflicht und die Statistiken werden nur nachrichtlich veröffentlicht.
Das UN-Waffenregister ist neben der ACDA und dem SIPRI eine der wesentlichen Quellen für Zahlen über den internationalen Waffenhandel.

## UN-Waffenregister 2005
Der Bericht des UN-Waffenregisters für das Jahr 2005 zeigt insgesamt ein uneinheitliches Bild. Die Rüstungsexporte der Bundesrepublik Deutschland gingen gegenüber dem Jahre 2004 um mehr als 50 % zurück. Diese Entwicklung ist durch einen Rückgang des Verkaufs von Flugkörpern bedingt, wohingegen die sonstigen Systeme stabile Verkaufszahlen zeigen.
Frankreich verkaufte auf insgesamt niedrigem Niveau insgesamt sechs Systeme mehr als im Jahre 2004. Hierbei sollte berücksichtigt werden, dass auch Frankreich weniger Flugkörper verkaufte, aber zehn Kriegsschiffe mehr als im Jahre 2004.
Die Rüstungsexporte Großbritanniens sind von 71 auf 12 Systeme gesunken und somit nahezu zum Erliegen gekommen. Es wurden neben der Ukraine mit einem Kampfhubschrauber Australien, Neuseeland, die Schweiz und die USA beliefert.
Die Rüstungsexporte der USA stiegen im Jahre 2005 von 1.498 auf 1.591 Systeme. Es wurden 159 Kampfpanzer, 142 gepanzerte Kampffahrzeuge sowie 46 Kampfflugzeuge mehr verkauft als im Vorjahr. Dem steht ein Rückgang der Verkäufe von Flugkörpern von 310 Einheiten gegenüber. Bis auf die Flugkörper und die Kriegsschiffe wurden die Verkaufszahlen somit gegenüber dem Vorjahr verdoppelt. Der Wert der verkauften Waffen ist mithin stärker gestiegen als deren Anzahl. Diese Exporte umfassen unter anderem den Verkauf von 15 Kampfhubschraubern und 22 Kampfflugzeugen an Israel. Ein Flugzeug wurde nach Kolumbien geliefert.
Die Rüstungsexporte der Russischen Föderation sind von 1.088 Einheiten im Jahre 2004 auf 744 Einheiten gesunken. Der Rückgang von 344 Einheiten ist hier ebenfalls fast vollständig mit einem Rückgang des Verkaufs von Flugkörpern zu begründen. Der Export von Kampfflugzeugen ist nahezu eingebrochen, wohingegen mehr Kampfhubschrauber abgesetzt werden konnten. Die Empfängerländer der Waffenlieferungen sind aus europäischer Sicht teilweise als sehr kritisch einzustufen. Unter den Empfängern waren Länder wie China, Sudan, Algerien und Usbekistan, gegen die in der EU, meist wegen Menschenrechtsverstößen, Waffenembargos bestehen.

## UN-Waffenregister 2006
Die Ausfuhren von meldepflichtigen Rüstungsgütern aus der Bundesrepublik Deutschland lagen in der Gesamtstückzahl in etwa auf Vorjahresniveau. Es ist lediglich eine Steigerung von 30 Einheiten zu verzeichnen. Von den ausgeführten Systemen handelte es sich allerdings bei den Kampfpanzern um eine Lieferung von 156 Leopard 1 und Leopard 2 aus ausgemusterten Beständen nach Griechenland und 48 Leopard 2 aus ausgemusterten Beständen in die Türkei und einem ausgemusterten Leopard zwei nach Spanien. Es wurden also keine neuen Geräte ausgeführt. Von den 100 ausgeführten gepanzerten Kampffahrzeugen handelte es sich um 99 ausgemusterte M-113 für Litauen und einen TPz 1 A5 für die Niederlande. Es wurde somit hier nur ein neues System exportiert. Die Lieferungen von neuen Waffensystemen sind somit im Jahre 2006 auf fast Null gesunken. Es wurden lediglich zwei Flugkörper (MANPADS LFK Bolide und RBS 70 für Finnland), drei Kriegsschiffe (ein U-Boot Typ 209 für Südafrika und zwei Minenjagdboote Klasse 332 für die VAE), 33 Artilleriesysteme (12 Mörser 120mm für Litauen und elf PzH 2000 für die Niederlande) und ein gepanzertes Kampffahrzeug exportiert. Dies bedeutet de facto einen Rückgang gegenüber dem Vorjahr von 304 Einheiten. Besonders eklatant ist der Rückgang bei den Flugkörpern, da im Jahre 2005 noch 132 exportiert wurden. 2006 waren es 130 Stück weniger.
Im Jahre 2006 sind die Rüstungsexporte der USA seit langer Zeit nicht mehr angestiegen. Sie sind sogar gegenüber dem Vorjahr in der Hauptsache rückläufig. So wurden z. B. 395 Flugkörper weniger als 2005 exportiert. Die Exporte von Kampfpanzern sind 2006 auf null zurückgegangen. Trotz leichter Zuwächse bei den Kampfflugzeugen (+10) und Kampfhubschraubern (+17) wurden insgesamt 657 meldepflichtige Systeme weniger als 2005 exportiert. Einige der Empfängerstaaten liegen in Krisengebieten. Lieferungen in solche Länder werden als kritisch bewertet.
Großbritannien, welches 2005 noch 14 Systeme exportiert, hat im Jahre 2006 seine Exporte mehr als verdreifacht und insgesamt 48 Systeme exportiert. Dies ist die größte Steigerungsrate der betrachteten westlichen Staaten. Bis auf die Lieferung von vier Kampfhubschraubern in die Ukraine handelte es sich bei den sonstigen Empfängern um Staaten außerhalb von Krisenherden mit einer gefestigten politischen Struktur – sogenannten unkritischen Staaten.
Frankreich hat die Anzahl der ausgeführten Systeme von 133 im Jahre 2005 auf 295 im Jahre 2006 mehr als verdoppelt. Dabei waren Kriegsschiffe (von 10 auf null) und gepanzerte Kampffahrzeuge (von 52 auf 28) die auf stärksten rückläufigen Produktgruppen. Die größte Steigerung hatten die Flugkörper mit einer Steigerung von 43 auf 239 zu verzeichnen. Die Empfängerländer waren bis auf die Lieferung von vier Artilleriesystemen nach Saudi-Arabien unkritische Staaten.
Die Waffenexporte der Russischen Föderation haben sich von 744 im Jahre 2005 auf 1374 im Jahre 2006 fast verdoppelt. Dies ist insbesondere durch die Ausfuhr von 1093 Flugkörpern, also 516 mehr als im Vorjahr, und die Ausfuhr von 100 großen Artilleriesystemen, von denen 2005 keine exportiert wurden, bedingt. Von den Flugkörpern wurden 149 Stück nach Indien und 944 Stück, also der Löwenanteil der Exporte, in die Volksrepublik China geliefert. Die Zahl der ausgeführten Kampfpanzer stieg von 2 auf 30 Stück. Lediglich bei den Kampfhubschraubern und den Kriegsschiffen gab es einen Rückgang um 18 bzw. 5 Einheiten. Die Ausfuhren der Russischen Föderation gingen unter anderem nach Kolumbien, Kasachstan, Myanmar, Sudan und Venezuela. Diese Staaten werden aus europäischer Sicht als kritische Empfängerländer angesehen.

## UN-Waffenregister 2007
Die Änderungen zu den Zahlen des Vorjahres bei den größten Waffenexportnationen Russland, USA, Großbritannien und Frankreich sind deutlich. Die Rüstungsexporte dieser Länder sind zum Teil erheblich gestiegen. Die Waffenexporte der Bundesrepublik Deutschland verbleiben auf niedrigem Niveau.
Die Russische Föderation exportierte im Jahre 2007 in der Summe 1.807 meldepflichtige Großgeräte (Vorjahr: 1.374). Diese waren 164 Kampfpanzer (102 für Algerien und 62 für Aserbaidschan), 74 gepanzerte Kampffahrzeuge (6 für Algerien, 4 für Aserbaidschan und 64 für Kasachstan), 16 große Artilleriesysteme (sämtlich für Indien), 40 Kampfflugzeuge (jeweils 6 für Algerien und Malaysia, 16 für Indien und 12 für Venezuela), 15 Kampfhubschrauber (je 4 für Kolumbien und Sudan, 3 für Bangladesch und je 2 für Kroatien und den Senegal), keine Kriegsschiffe und 1.498 Flugkörper (davon 984 für die VR China, 199 für Indien und 182 für Algerien). Die – aus westlicher Sicht teils hochgradig sensiblen – Käuferländer russischen Militärgerätes wären aus Ländern der Europäischen Union oder aus den USA oftmals nicht belieferungsfähig, da hier teilweise sogar Waffenembargos bestehen oder andere Gründe gegen eine Genehmigung solcher Lieferungen (z. B. aktuelle Konfliktsituationen) sprechen.
Die USA haben 1.403 Stück meldepflichtiges Großgerät exportiert (Vorjahr: 934). Diese waren 139 Kampfpanzer (Vorjahr: 0), 52 gepanzerte Fahrzeuge (Vorjahr: 390), 318 große Artilleriesysteme (Vorjahr: 9), 46 Kampfflugzeuge (Vorjahr: 109), 34 Kampfhubschrauber (Vorjahr: 53), 6 Kriegsschiffe (Vorjahr: 0) und 808 Flugkörper (Vorjahr: 375). Die Empfängerländer der Lieferungen waren aus europäischer Sicht wesentlich weniger kritisch als die der Russischen Föderation.
Frankreich exportierte insgesamt 514 Stück meldepflichtiges Großgerät. Kampfpanzer und Kriegsschiffe wurden wie im Vorjahr keine exportiert. Große Artilleriesysteme wurden 2006 noch 4 exportiert und 2007 keine. Teils erhebliche Zuwächse gab es bei den gepanzerten Kampffahrzeugen von 28 im Vorjahr auf 63 (davon auch Lieferungen in den Libanon und in den Tschad, welche in Deutschland nicht genehmigungsfähig gewesen wären) und den Flugkörpern von 239 auf 428. Der Anstieg bei den Flugkörpern geht auch auf eine umstrittene Lieferung von MILAN-Flugkörpern an Libyen zurück. Kampfflugzeuge wurden 18 und Kampfhubschrauber 5 (jeweils Vorjahr: 12) exportiert.
Großbritanniens Rüstungsexporte blieben auf dem niedrigen Niveau der Vorjahre. Lediglich die Steigerung der Ausfuhr gepanzerter Kampffahrzeuge von 37 im Vorjahr auf 72 lief dem Trend zuwider. Insgesamt wurden 86 Systeme (Vorjahr: 48) exportiert. Diese umfassten außerdem 1 Kampfpanzer (Vorjahr: 2), 3 große Artilleriesysteme (Vorjahr: 0), 5 Kampfflugzeuge (Vorjahr: 0), 1 Kampfhubschrauber (Vorjahr: 8), kein Kriegsschiff (Vorjahr ebenfalls keines) und 4 Flugkörper (Vorjahr: 1). Kritische Empfängerländer haben keine Rüstungsgüter aus Großbritannien bezogen.
Deutschland exportierte im Jahre 2007 463 Stück meldepflichtiges Großgerät. Das ist eine Steigerung von 125 Einheiten gegenüber dem Vorjahr. Diese ist im Wesentlichen auf den Abverkauf von Leopard-1- und Leopard-2-Kampfpanzer aus Beständen der Bundeswehr zurückzuführen. Die Exporte von Kampfpanzer stiegen von 205 im Vorjahr auf 427 Stück. Davon gingen 140 nach Chile (Leo 2), 173 nach Griechenland (90 Leo 1 und 83 Leo 2), 113 in die Türkei (Leo 2) und ein Leopard 2 nach Singapur (offensichtlich für Demonstrations- bzw. Evaluierungszwecke). Kampfhubschrauber, Kriegsschiffe oder gepanzerte Kampffahrzeuge wurden keine exportiert. Österreich hat als einzigen Flugkörper eine AMRAAM gekauft und auch die 5 Kampfflugzeuge vom Typ Eurofighter gingen nach Österreich. Weiterhin wurden noch 35 große Artilleriesysteme exportiert, davon waren 16 Stück Mörser vom Kaliber 76 mm für Griechenland und 14 PzH 2000 für die Niederlande.